# Viaggio in Inghilterra
Viaggio in Inghilterra (Shadowlands) è un film del 1993 diretto da Richard Attenborough.
Il film narra la storia della relazione tra lo scrittore C. S. Lewis e la statunitense di origine ebrea Joy Gresham, così come è realmente avvenuta tra il 1950 e il 1960. In origine Shadowlands era un'opera teatrale, diventata poi uno sceneggiato televisivo e quindi un film sceneggiato da William Nicholson.

## Trama
Inghilterra, anni '50 del Novecento, la storia è incentrata sull'incontro fra il professore e scrittore britannico C. S. Lewis, un tranquillo docente di letteratura al Magdalen College, Università di Oxford, nonché autore della famosa serie di libri per bambini Le cronache di Narnia, e l'aspirante poetessa americana Joy Gresham e suo figlio Douglas.
Jack (questo è il nome con cui viene chiamato lo scrittore C. S. Lewis) si apre veramente alla vita quando si innamora di Joy.
Joy è la tipica donna emancipata americana, forse anche troppo progressista per gli ambienti accademici e culturali conservatori inglesi di cui Jack, convinto anglicano, è parte integrante. Joy è arrivata a Oxford col figlioletto Douglas anche per conoscere lo scrittore amato dal figlio e al quale Joy ha scritto un'appassionata lettera. I due si incontrano e fanno amicizia, ma le rigide convenzioni sociali impediscono che la simpatia fra i due vadano oltre la cordiale formalità. Quindi lei torna in America dove divorzia dal marito alcolista e infedele. Trasferitasi a Londra, Joy reincontra Jack e gli chiede di sposarla in un matrimonio di convenienza che le consentirà di ottenere la nazionalità britannica, ma quando lei si ammala di cancro, sarà lui a chiederla in sposa, questa volta per amore. 
Prima di morire Joy trascorre gli ultimi giorni di vita nella casa di Oxford di Jack e i due fanno a tempo a fare un ultimo appassionato viaggio nei luoghi che ispirarono Jack sin da bambino.

## Altri adattamenti
L'opera è stata trasmessa come sceneggiato televisivo nel 1985 interpretata da Joss Ackland e Claire Bloom. È stata messa in scena al West End Theatre nel 1990 (protagonisti Nigel Hawthorne nella parte di Lewis e Jane Lapotaire nella parte di Joy). È stata infine trasformata in questo film diretto da Richard Attenborough nel 1993 con Anthony Hopkins e Debra Winger. Esiste anche un adattamento teatrale per due soli attori.

## Curiosità
- Il racconto dell'esperienza della morte della moglie e dei momenti successivi è raccontato da C. S. Lewis nelle pagine di Diario di un dolore (A Grief Observed), pubblicato nel 1960 con lo pseudonimo di N. W. Clerk.

- Nella rappresentazione teatrale come nella realtà, Lewis e Davidman vanno in luna di miele in Grecia. Nel film, invece, partono alla ricerca della "Golden Valley" nell'Herefordshire, in Inghilterra.

- Nel film, così come nella rappresentazione teatrale che lo ha ispirato, Joy ha un solo figlio. Nella realtà, Joy aveva due figli: Douglas e David.

## Riconoscimenti
- 1993 - National Board of Review Awards
  - Miglior attore (Anthony Hopkins)
- 1994 - Premio Oscar
  - Nomination Miglior attrice protagonista a Debra Winger
  - Nomination Migliore sceneggiatura non originale a William Nicholson
- 1994 - Premio BAFTA
  - Miglior film britannico a Richard Attenborough e Brian Eastman
  - Miglior attore protagonista a Anthony Hopkins
  - Nomination Miglior film a Richard Attenborough e Brian Eastman
  - Nomination Migliore regia a Richard Attenborough
  - Nomination Miglior attrice protagonista a Debra Winger
  - Nomination Migliore sceneggiatura non originale a William Nicholson
- 1995 - Nastro d'argento
  - Miglior doppiaggio femminile (Emanuela Rossi)